# Малушка (река)
Малушка (устар. Малуха) — река в России, протекает по Тавдинскому городскому округу Свердловской области. Река вытекает из болота Чеиково и течёт преимущественно на восток. Устье реки находится в 38 км от устья Азанки по левому берегу. Длина реки составляет 12 км.

## Данные водного реестра
По данным государственного водного реестра России относится к Иртышскому бассейновому округу, водохозяйственный участок реки — Тавда от истока и до устья, без реки Сосьва от истока до водомерного поста у деревни Морозково, речной подбассейн реки — Тобол. Речной бассейн реки — Иртыш.
Код объекта в государственном водном реестре — 14010502512111200013110.